# Plavuník alpínský
Plavuník alpínský (Diphasiastrum alpinum) je rostlina z čeledi plavuňovité, kterou lze vzácně nalézt i v horských oblastech ČR.

## Popis
Plavuník alpínský má plazivé lodyhy, které mohou dosáhnout délky až 50 cm. Postranní větve odrůstají vzhůru, jejich výška nepřesahuje 15 cm. Listy jsou modrozelené, zašpičatělé, celokrajné, k větvi volně přilehlé ve 4 podélných řadách. Od větve listy vyrůstají téměř kolmo vůči její ose, jejich vrcholová část už je však s osou větve rovnoběžná. Vrchol listů je mírně srpovitě zahnutý. Výtrusnicové klasy jsou bez stopky (přisedlé) nebo jen s velmi krátkou stopkou, asi 15 mm dlouhé, rostou jednotlivě a přesahují sterilní větve. Sporofyly jsou kopinaté, mají dlouhé, odstálé tupé špičky a jsou více než dvakrát delší než výtrusnice. Výtrusy dosahují zralosti v období od července do září.

## Stanoviště
Rostlina vyhledává kyselé, chudé, nevápenaté písčité půdy, ale roste i na půdách s rašelinným humusem ve vřesovištích a v borůvčích.

## Výskyt
Plavuník alpínský roste v pohořích napříč střední a jižní Evropou, dále v severní Evropě, v severozápadní Asii, ve střední Asii a na Kavkaze, vzácně i v Severní Americe. V ČR se tento druh také vyskytuje, a to v subalpínských oblastech Krkonoš, Hrubého Jeseníku a Šumavy - zde je zachován jako glaciální relikt.

## Ochrana v Česku
Podle platné legislativy je v ČR tento druh dle Zákona o ochraně přírody a krajiny, č. 114/1992 Sb. a Vyhlášky MŽP ČR, č. 395/1992 Sb. (tento zákon doplňující) právně klasifikován jako silně ohrožený.